# کلودی گاله
کلودی گالِه (به فرانسوی: Claudie Gallay) زاده ۱۹۶۲ در بورگوآن-ژلیو، نویسنده زن فرانسوی و برندهٔ جوایز متعدد ادبی است.

## زندگی‌نامه
ماری‌هلن لافون در یک خانوادهٔ کشاورز به دنیا آمد و دورهٔ کودکی‌اش را در سَن‌ساوَن (Saint-Savin) در ایزر گذراند. از نوجوانی به نوشتن روی آورد. در ۲۰۰۸، با انتشار رمان درهم‌شکستگان (Les Déferlantes) معروفیت یافت. رمان دیگر او با عنوان عشق یک جزیره است (L’Amour est une île) شهرت او را در محافل ادبی دو چندان کرد. او بیش از ده عنوان رمان در کارنامهٔ خود دارد و موفق به دریافت جوایز متعدد ادبی شده‌است.